# Hydroptila medinai
Hydroptila medinai är en nattsländeart som beskrevs av Oliver S. Flint Jr. 1964. Hydroptila medinai ingår i släktet Hydroptila och familjen smånattsländor. Inga underarter finns listade i Catalogue of Life.